# جنگل (فیلم ۱۹۷۳)
جنگل (به انگلیسی: Kaadu) فیلمی محصول سال ۱۹۷۳ و به کارگردانی گیریش کارناد است. در این فیلم بازیگرانی همچون مستر جی.اس. ناستراج، آمریش پوری و ناندینی باکتاواتسالا ایفای نقش کرده‌اند.